# The Physics Teacher
The Physics Teacher («Преподаватель физики») — рецензируемый академический журнал, издаваемый AIP Publishing от имени Американской ассоциации учителей физики, в котором освещаются история и философия физики, прикладная физика, физическое образование (разработка учебных программ, педагогика, учебное лабораторное оборудование и т. д.) и обзоры книг. Он был основан в 1963 году, и нынешним главным редактором является Гари Уайт (Университет Джорджа Вашингтона ). Пол Г. Хьюитт — постоянный автор журнала.

## Внешние ссылки
- scitation.aip.org/content/aapt/journal/tpt — официальный сайт The Physics Teacher